# Chen Jiongming
Chen Jiongming (ur. 13 stycznia 1878 w Haifengu, zm. 22 września 1933 w Hongkongu) – chiński polityk i wojskowy, militarysta.
W 1909 roku wstąpił do republikańskiej Ligi Związkowej. Brał udział w rewolucji Xinhai i tzw. drugiej rewolucji przeciwko Yuan Shikaiowi w 1913 roku. W latach 1911–1912, 1913 i 1920–1922 był gubernatorem wojskowym prowincji Guangdong, faktycznie sprawując tam niezależne rządy. Początkowo był sprzymierzeńcem Sun Jat-sena, pomagając mu w maju 1921 roku odzyskać władzę w Kantonie. W czerwcu 1922 roku zwrócił się jednak przeciwko Sunowi i wypędził go z Kantonu. W lutym 1923 roku sam został jednak wyparty stamtąd przez wojska Kuomintangu. Pokonany ostatecznie przez wojska Armii Narodowo-Rewolucyjnej w dwóch kampaniach przeprowadzonych na wiosnę i jesień 1925 roku. Zbiegł do Hongkongu.